# Barbelroth

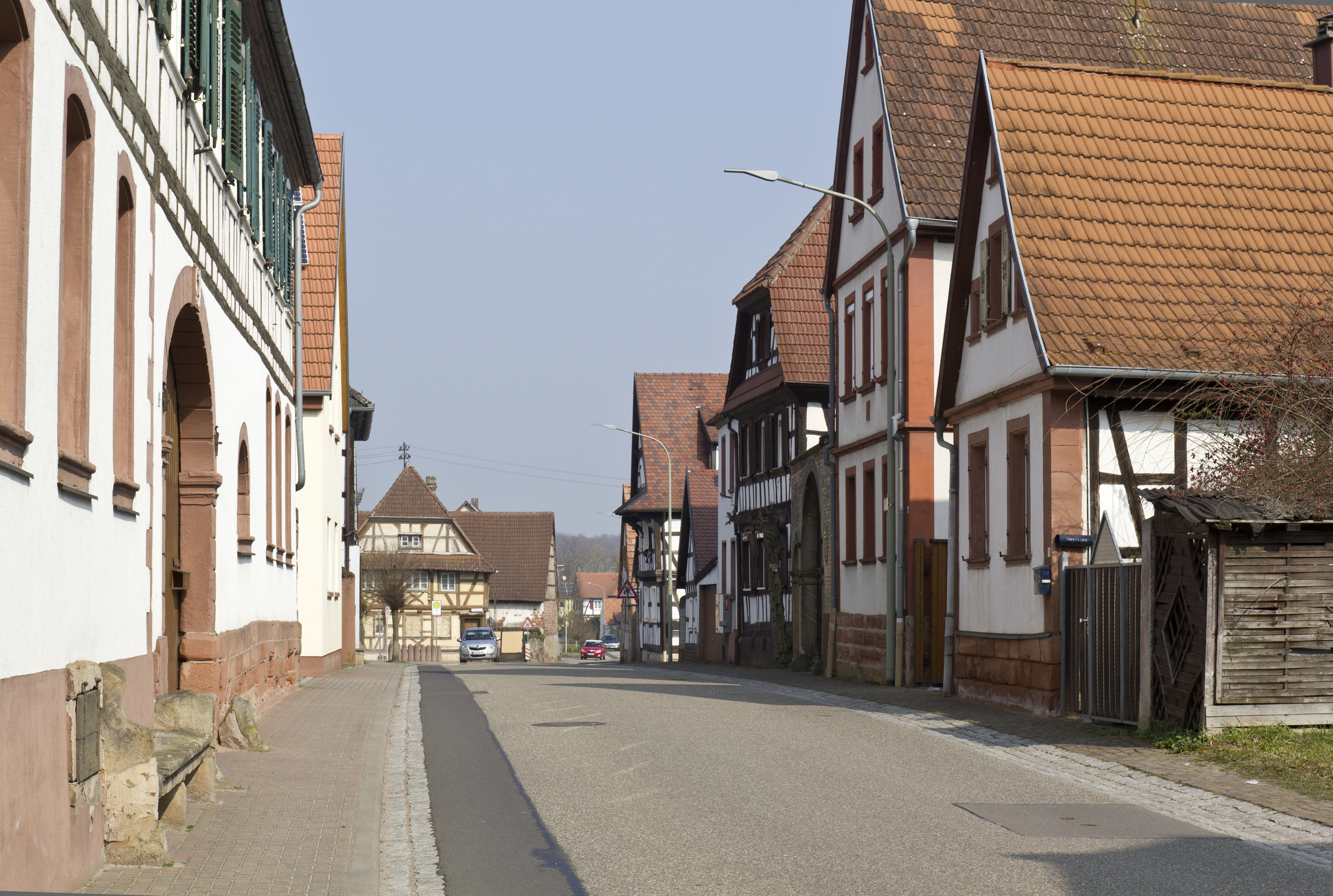
Hauptstraße

Barbelroth ist eine Ortsgemeinde im Landkreis Südliche Weinstraße in Rheinland-Pfalz. Sie gehört der Verbandsgemeinde Bad Bergzabern an.

## Geographie
Die ländliche Wohngemeinde liegt rund fünf Kilometer östlich von Bad Bergzabern in Richtung Karlsruhe zwischen dem Biosphärenreservat Pfälzerwald und dem Rhein. Haupterwerbszweige sind der Wein- und Tabakanbau.
Zu Barbelroth gehört auch der Wohnplatz Neumühle.

## Geschichte
Barbelroth wurde erstmals am 6. April 1179 als Besitz des Klosters Weißenburg urkundlich erwähnt. Eine alte Form des Ortsnamens ist Berwardsroth.
Bis zum Ende des 18. Jahrhunderts gehörte Barbelroth zum Oberamt Bergzabern im Herzogtum Pfalz-Zweibrücken.

## Religion
Am 31. Dezember 2012 waren 56,3 Prozent der Einwohner evangelisch und 27,1 Prozent katholisch. Die übrigen gehörten einer anderen Religion an oder waren konfessionslos.

## Politik

### Gemeinderat
Der Gemeinderat in Barbelroth besteht aus zwölf Ratsmitgliedern, die bei der Kommunalwahl am 9. Juni 2024 in einer Mehrheitswahl gewählt wurden, und dem ehrenamtlichen Ortsbürgermeister als Vorsitzendem.

### Bürgermeister
Mit der konstituierenden Sitzung vom 30. Juli 2024 ist der neue Ortsbürgermeister von Barbelroth Kurt Löwenmuth (parteilos). Dieser wurde vom Gemeinderat gewählt, wie bei den Wahlen zuvor.
Sein Vorgänger Roland Nuss (parteilos) wurde am 16. Juli 2019 Ortsbürgermeister von Barbelroth. Da bei der Direktwahl am 26. Mai 2019 kein Bewerber angetreten war, erfolgte die anstehende Wahl des Bürgermeisters gemäß Gemeindeordnung durch den Rat. Dieser entschied sich mehrheitlich für Nuss, der damit für fünf Jahre gewählt wurde. Sein Vorgänger Werner Dietrich (parteilos) hatte das Amt seit 2008 ausgeübt.

### Wappen
| Wappen von Barbelroth | Blasonierung: „In schräglinks geteiltem Schild oben rechts in Schwarz ein aufwärts schreitender, linksgewendeter, rotbewehrter, -bezungter und -bekrönter goldener Löwe, unten links von Silber und Blau gerautet.“ |
| Wappen von Barbelroth | Wappenbegründung: Es wurde 1982 von der Bezirksregierung Neustadt genehmigt und geht zurück auf ein Siegel aus dem Jahr 1586.                                                                                       |

## Kultur und Sehenswürdigkeiten

### Bauwerke
- Unter Denkmalschutz stehende Fachwerkhäuser
- Siehe auch Liste der Kulturdenkmäler in Barbelroth

### Regelmäßige Veranstaltungen
- Kerwe am zweiten Sonntag im September

## Wirtschaft und Infrastruktur
Im Ort wird Weinbau betrieben. Hier befindet sich die Einzellage Kirchberg (105,3 ha) als Teil der Großlage Kloster Liebfrauenberg im Weinanbaugebiet Pfalz.
Barbelroth hat an der Bahnstrecke Winden–Bad Bergzabern eine Haltestelle mit P+R-Parkplatz.